# (4803) Birkle
(4803) Birkle est un astéroïde de la ceinture principale.

## Description
(4803) Birkle est un astéroïde de la ceinture principale. Il fut découvert le 1er décembre 1989 à Chions par Johann Martin Baur. Il présente une orbite caractérisée par un demi-grand axe de 2,90 UA, une excentricité de 0,04 et une inclinaison de 2,9° par rapport à l'écliptique.

## Compléments